# Hisham ibn Abd al-Málik
Hisham ibn Abd al-Málik, en árabe: هشام بن عبد الملك‎ (Damasco, 691-Resafa; 6 de febrero de 743) fue califa omeya que gobernó a partir del 724 hasta su muerte en 743. 

## Biografía
Cuarto hijo del califa Abd al-Málik y de su mujer y prima sobrina tercera, hija del Califa Yazid I. La herencia del califato de su hermano Yazid II, para Hisham era la recepción de un imperio con diversos problemas. Él sin embargo, resultaría eficaz en atender estos problemas, y en permitir que el imperio Omeya continuase como entidad. Su largo gobierno fue eficaz, y consideró un renacimiento de las reformas que fueron originadas por el gobierno de Úmar ibn Abd al-Aziz. Como su hermano Walid I, Hisham era un gran patrón de las artes, y reanimó otra vez las artes en el imperio. También fomentó el crecimiento de la educación construyendo más escuelas, y quizás lo más importante, supervisando la traducción de numerosas obras maestras literarias y científicas en árabe. Volvió a una interpretación más terminante de la Sharia como la que tenía Úmar, y la hizo cumplir, incluso sobre su propia familia. Su capacidad de estar bien con el clan de los Omeyas pudo haber sido un factor importante en su éxito, y puede señalarse el por qué en su hermano Yazid II fue ineficaz.
En el frente militar su imperio sufrió una serie de reveses. Los ejércitos enviados por Hisham para terminar la rebelión hindú en Sind, eran victoriosos cuando el gobernante hindú Jai Singh fue asesinado. Esto permitió que los Omeyas reafirmaran su poder sobre algunas porciones de sus provincias en la India. En España, los conflictos internos de los años pasados fueron terminados, y Hisham montó un gran ejército que entró en Francia donde después de éxitos iniciales, fue derrotado en la Batalla de Poitiers (732) por Carlos Martel que condujo a una serie de operaciones posteriores militares en la región. También hizo frente a otra derrota importante a manos de los bizantinos en la Batalla de Akroinon. En África del norte, una gran rebelión bereber fue abortada después de una serie de derrotas. Hisham también hizo frente a una rebelión de los ejércitos del Zayd ibn Ali, nieto de Husáyn ibn Ali, que sin embargo fue derrotada fácilmente. 
A pesar de los éxitos de Hisham, los Abasíes continuaban ganando poder, construyendo bases de su poderío en Jorasán e Irak. Sin embargo, no demostrarían ser lo bastante fuertes para realizar un movimiento todavía. 
A la muerte de Hisham, su sobrino Walid II le sucedió.
Su hijo Mu'awiya ibn Hisham tuvo de una concubina esclava cristiana bereber de la tribu Nafza un hijo, Abderramán I, el primer emir independiente de Córdoba en 756.

## Árabes y Bereberes

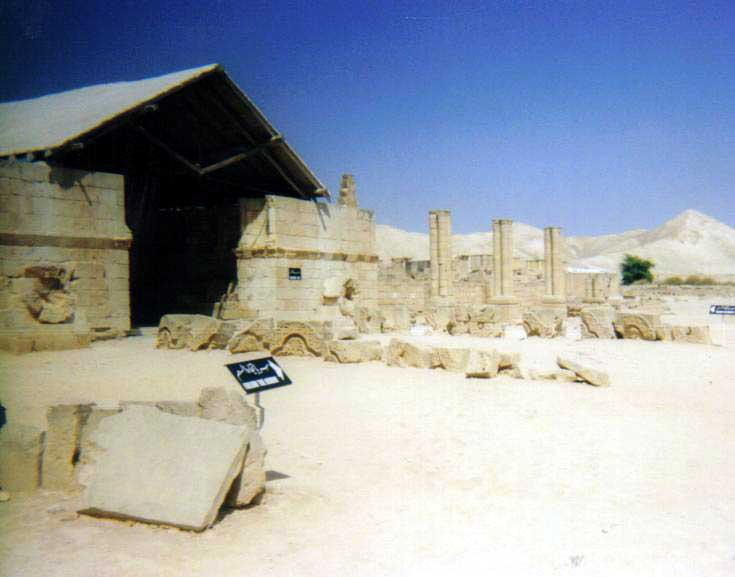
Palacio de Hisham.

Los historiadores especializados en época omeya consideran que el reinado del califa Hisham fue pacífico. Hugh Kennedy escribe: «Como todos los soberanos más sabios y más felices de su dinastía, se esforzó en dominar las diferencias qaysí-yemeníes y evitar en la medida de lo posible la confrontación. Buena prueba de su éxito son los diecinueve años de reinado más pacíficos de todo el siglo omeya, al menos en lo que respecta las oposiciones internas». Pero, de hecho, esto no es verdad más que en lo que concierne a Oriente. Las realidades en Occidente eran mucho más complejas. En el Magreb, se designó gobernador a Ubayd b. Abd al-Rahman al-Sulami (732 o 735-741), que llevó una desmedida política anti-yemení. Se le atribuyen persecuciones violentas contra sus adversarios kalbí-yemeníes. En cuanto a los bereberes, habrían mandado una delegación al califa para quejarse de sus actuaciones, pero no fue ni recibida por él. La atmósfera en España parece haber sido igualmente tensa. El gobernador al-Haytham b. Ubayd al-Kalbi (729-730) habría tomado medidas tan abierta e injustamente hostiles a los yemeníes que una delegación enviada por ellos ante el califa consiguió que este mandara a otro gobernador que lo destituyó al cabo de un año. Dos años más tarde, en el 732, se nombró a otro gobernador pro-qaysí, Abd al-Malik ibn Qatan al-Fihri, cuyos dos años de gobierno estuvieron también marcados por una parcialidad tribal muy mal llevada por los yemeníes.